# Metropolia di Nicea

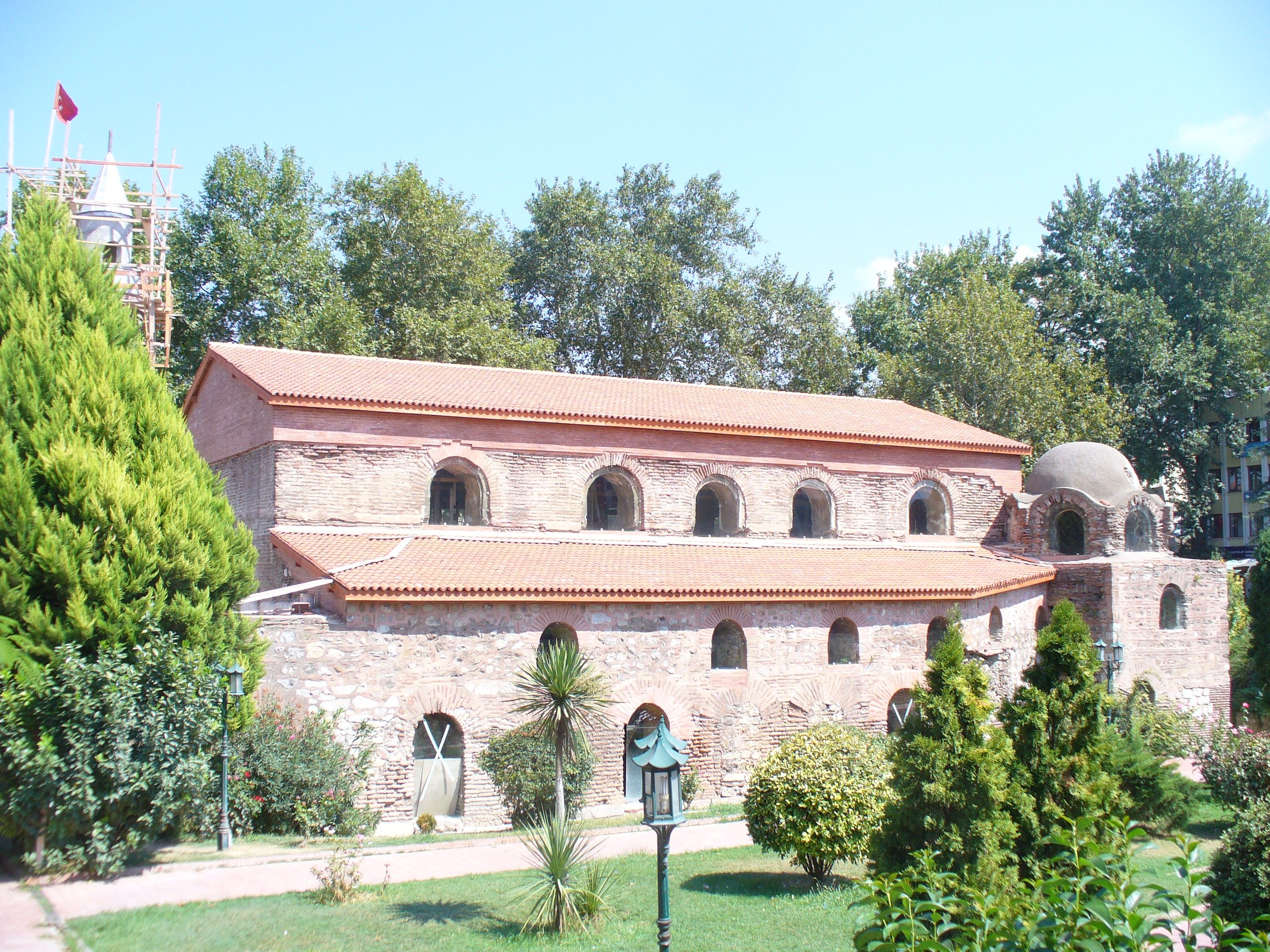
La chiesa di Santa Sofia, ora trasformata in moschea.

Mappa delle sedi metropolitane del patriarcato di Costantinopoli in Anatolia attorno al 1880.

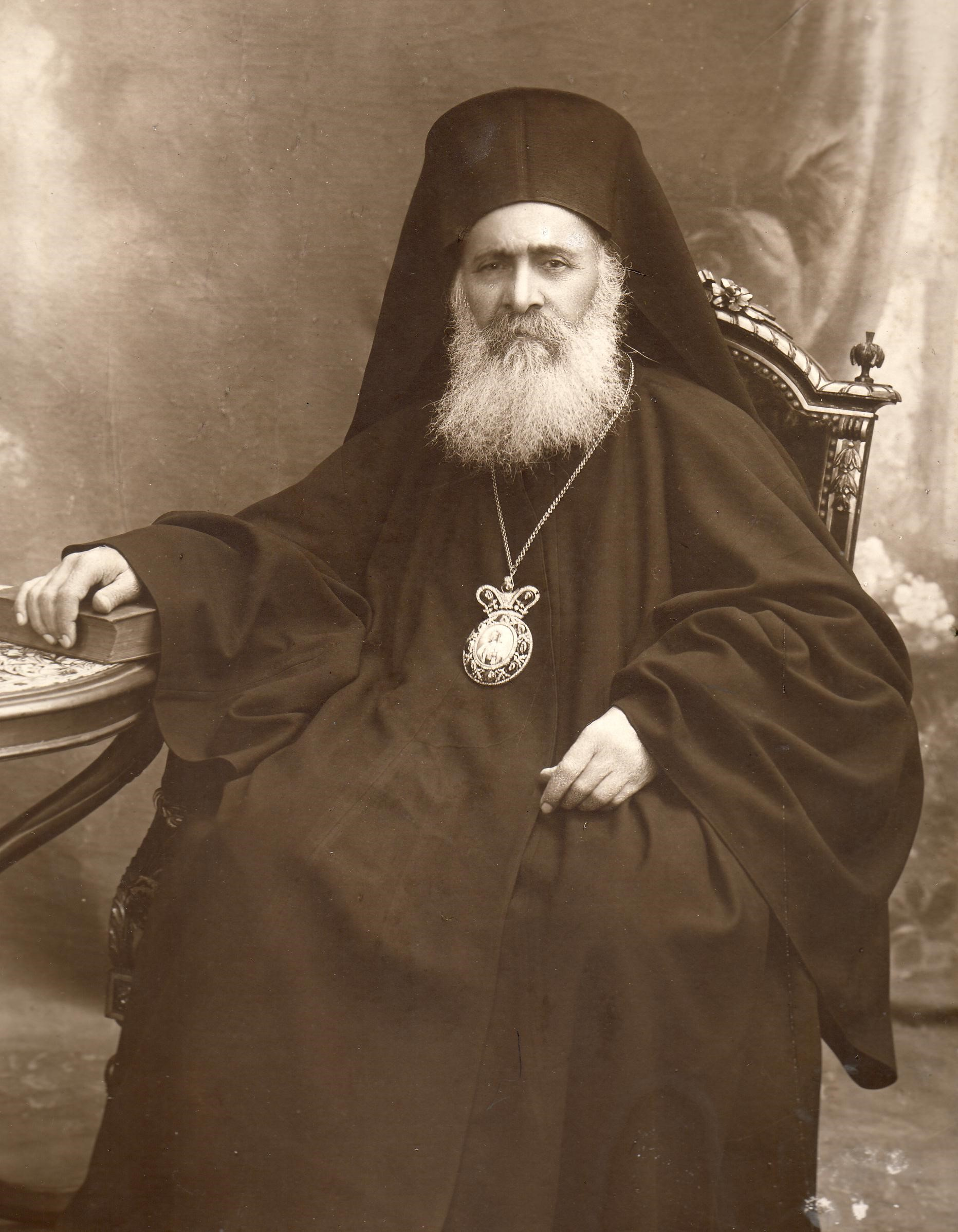
Basilio Georgiadis, ultimo metropolita residente di Nicea.

La metropolia di Nicea (in greco Ιερά Μητρόπολις Νικαίας?, Iera Mitropolis Nikaias) è una sede soppressa del patriarcato di Costantinopoli.

## Storia
La diocesi di Nicea, nella provincia romana della Bitinia Seconda, fu eretta nel III secolo e verso la fine del IV secolo fu elevata al rango di sede metropolitana del patriarcato di Costantinopoli
Diversi sono i santi e i martiri di Nicea ricordati dal Martirologio Romano: santi Cosconio, Zenone e Melanippo (18 gennaio); san Neofito (20 gennaio); santa Antonina (4 maggio); san Diomede (9 giugno); santa Teodota e i suoi tre figli (2 agosto).
Primo vescovo di Nicea fu Teognide, che fu esiliato in Gallia per essersi rifiutato di sottoscrivere il simbolo del concilio di Nicea. Sottoscritta poi la formula, poté essere ripristinato sulla sede di Nicea, ma continuò a contrastare i sostenitori della fede nicena.
Nicea è soprattutto conosciuta nella storia per essere stata la sede di due concili ecumenici, il Niceno I (325) ed il Niceno II (787). A Nicea furono celebrati altri due concili regionali, nel 326 e nel 1222.
Nelle Notitiae Episcopatuum la sede di Nicea è generalmente indicata all'8º posto fra le metropolie del patriarcato di Costantinopoli. La Notitia attribuita all'imperatore Leone VI e databile all'inizio del X secolo, attribuisce a Nicea 6 diocesi suffraganee: Modra o Mela, Linoe, Gordoserba, Numerico, Taio e Massimiane. Le stesse suffraganee sono menzionate ancora nella Notitia del XII secolo, l'ultima che riporta l'elenco delle suffraganee per ogni sede metropolitana. La riduzione della popolazione cristiana nella regione dopo la conquista ottomana (1331) porterà alla scomparsa di tutte queste suffraganee.
Tra i vescovi di Nicea, si possono ricordare: Gregorio Asbesta, il quale, prima di occupare la sede di Nicea, fu per due volte metropolita di Siracusa in Sicilia (844-852 e 858-867); Basilio Bessarione, che partecipò al concilio di Firenze del 1439, sottoscrisse la formula di unione con la Chiesa latina e, terminato il concilio, rimase in Italia, dove papa Eugenio IV lo creò cardinale il 18 dicembre 1439.
Nel XIV o XV secolo i metropoliti trasferirono la loro residenza a Cio, oggi nota con il nome turco di Gemlik, sulle coste orientali del mar di Marmara, dove maggiore era la presenza di cristiani ortodossi; qui la chiesa dell'Assunta (Theotokos Pazariotissa) funse da cattedrale fino alla soppressione della metropolia. Contestualmente, l'arcidiocesi di Cio fu soppressa e il suo territorio inglobato in quello di Nicea.
La comunità e la metropolia sono scomparse in seguito agli accordi del trattato di Losanna del 1923 che ha imposto obbligatoriamente lo scambio delle popolazioni tra Grecia e Turchia.
Dopo la fine della presenza cristiana ortodossa a Nicea e nel suo territorio, il patriarcato ecumenico di Costantinopoli ha iniziato ad attribuire il titolo di Nicea a metropoliti non residenti. L'ultimo titolare è stato Costantino Charisiadis, metropolita dimissionario di Derco.

## Cronotassi

### Periodo romano e bizantino
- Teognide † (? - 325 deposto) (vescovo ariano)

- Cresto † (325 - 328 ?)
- Teognide † (328 - dopo il 343/344) (per la seconda volta)[5]
- Eugenio † (prima del 355 - 370 deceduto)
  - Ipazio † (? - circa 389 deposto) (vescovo ariano)[6]
- Doroteo † (menzionato nel 381)
- Anastasio † (menzionato nel 451)
- Pietro † (menzionato nel 458/459)
- Appio †
- Anastasio † (prima del 518 - dopo il 536)
- Stefano † (menzionato nel 553)
- Teofilo † (inizio VII secolo)
- Costantino † (circa VII secolo)[7][8]
- Fozio † (menzionato nel 680)[9]
- Giorgio † (menzionato nel 692)[10]
- Anastasio † (circa 700)[11]
- Ipazio † (menzionato nel 787)
- Paolo † (circa VIII-IX secolo)[7][12]
- Teodoro † (prima metà del IX secolo)[13]
- Pietro † (? - primavera 815 deposto)[14]
- Inger † (circa 815 - circa 825 deceduto)[15]
- Ignazio I † (? - 843 deposto)[16]
- Teofane † (843 - 11 ottobre 845 deceduto)[17]
- Nicone ? † (? nominato metropolita di Gerapoli)[18]
- Niceforo † (dopo l'858 - fine dell'877 deposto)[19]
- Anfilochio di Cizico † (fine dell'877 - circa 878 deceduto)[20]
- Gregorio Asbesta † (circa 878 - circa gennaio 880 deceduto)[21]
- Giovanni † (circa 900)
- Alessandro † (prima del 919/920 - metà del 944 deposto)[22]
- Lazzaro † (menzionato nel 945 circa)[7][23]
- Ignazio II † (dopo il 945 ?)[7][24]
- Daniele †
- Teodoro † (circa 956-959 deposto)[7][25][26]
- Gregorio † (documentato tra il 996 e il 1003)[27]
- Alessio † (inizio dell'XI secolo)[28]
- Cosma† (XI secolo)[29]
- Costantino † (prima del 1027 - dopo il 1032)[30]
- Gregorio †[31]
- Teofane † (prima del 1072 - dopo il 1079)[32]
- Eustrazio † (prima del 1082 - dopo il 1115)[33]
- Leone † (prima del 1147 - dopo il 1157)[34]
- Giorgio † (menzionato nel 1166)[35]
- Gerasimo I † (dopo il 1166)
- Nicola † (prima del 1183 - dopo il 1185)
- Teofane † (1272 - 2 gennaio 1283)[36]
- Costantino † (menzionato nel 1285)[37]
- Arsenio † (menzionato nel 1298)[38]
- Pietro † (menzionato nel 1315)[39]
- Callistrato † (menzionato nel 1327)[40]
- Frangopulo † (menzionato tra il 1294 e il 1334)[40]

### Periodo ottomano e turco
- Manasse † (menzionato nel 1355 - dopo il 1355)[41]
- Teofane † (gennaio 1365 - 1380/81 deceduto)[42]
- Alessio † (1380/81 - dopo il 1395)[43]
- Bessarione † (11 novembre 1437 - dicembre 1439)[44]
- Neofito † (1440 - 1452)
- Staurazio † (1452 - ?)
- Macario I † (menzionato nel 1474)[45]
- Giuseppe † (menzionato nel 1497)
- Cirillo † (prima del 1564 - dopo il 1590)
- Partenio † (menzionato nel 1606)
- Macario II † (1610 - gennaio 1612)
- Porfirio I † (gennaio 1612 - giugno 1640)
- Porfirio II † (giugno 1640 - agosto 1645)
- Gregorio † (22 aprile 1653 - aprile 1657)
- Natanaele † (aprile 1657 - settembre 1657)
- Filoteo † (settembre 1657 - luglio 1662)
- Damasceno † (12 luglio 1662 - 1º febbraio 1676)
- Sofronio I † (1º febbraio 1676 - dopo il 1688)
- Gioannizio I † (prima del 1692 - marzo 1696)
- Gennadio † (marzo 1696 - dopo il 1712)
- Gerasimo II † (prima del 1718 - 22 novembre 1726)
- Callinico I † (novembre/dicembre 1726 - 7 maggio 1752)
- Geremia † (31 maggio 1752 - maggio 1764)
- Antimo † (maggio 1764 - 14 febbraio 1783)
- Gabriele † (14 febbraio 1783 - settembre 1792)
- Callinico II † (settembre 1792 - 17 giugno 1801 eletto patriarca di Costantinopoli)
- Daniele † (giugno 1801 - 1809 deposto)
- Gioannizio II † (marzo 1811 - giugno 1817 eletto metropolita di Cesarea)
- Macario III † (giugno 1817 - aprile 1821 eletto metropolita di Efeso)
- Ieroteo † (aprile 1821 - 25 ottobre 1825 eletto patriarca di Alessandria)
- Giuseppe † (ottobre 1825 - 1859 deceduto)
- Gioannizio III † (20 giugno 1859 - 12 maggio 1878 eletto metropolita di Eraclea)
- Sofronio II Christidis † (12 maggio 1878 - 14 novembre 1880 dimesso)
- Dionisio Charitonidis † (14 novembre 1880 - 23 gennaio 1886 eletto metropolita di Adrianopoli)
- Sofronio II Christidis † (23 gennaio 1886 - 8 gennaio 1890 deceduto) (per la seconda volta)
- Gerolamo Gorgias † (11 gennaio 1890 - 13 maggio 1897 eletto metropolita di Eraclea)
- Sofronio III Christidis † (29 maggio 1897 - 22 maggio 1902 eletto metropolita di Gioannina)
- Gerolamo Gorgias † (22 maggio 1902 - 30 marzo 1910 deceduto) (per la seconda volta)
- Basilio Georgiadis † (13 maggio 1910 - 13 luglio 1925 eletto patriarca di Costantinopoli)

### Arcivescovi titolari
- Beniamino Kiriakou † (21 luglio 1925 - 21 ottobre 1933 eletto metropolita di Eraclea)
- Giovanni Rinne † (4 ottobre 2001 - 1º luglio 2010 deceduto)
- Costantino Charisiadis † (29 agosto 2011 - 8 aprile 2021 deceduto)